# Falkenauer Becken

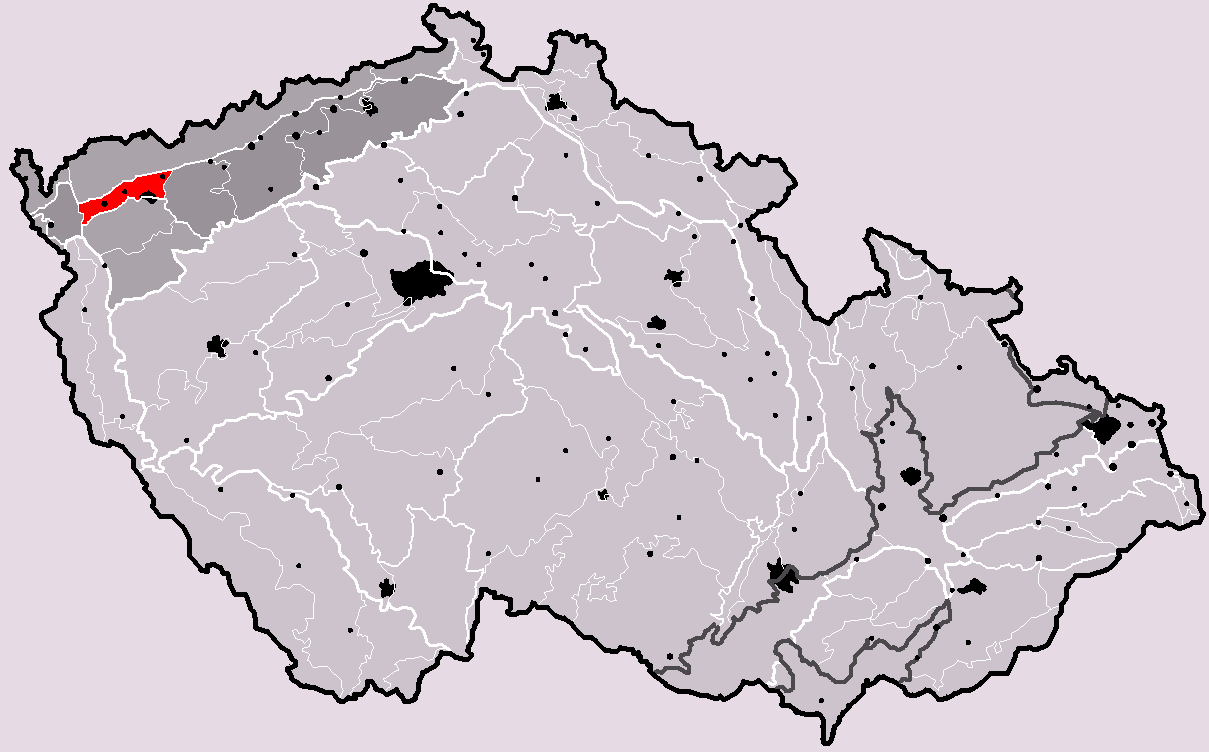
Das Falkenauer Becken innerhalb der Geomorphologischen Einteilung Tschechiens

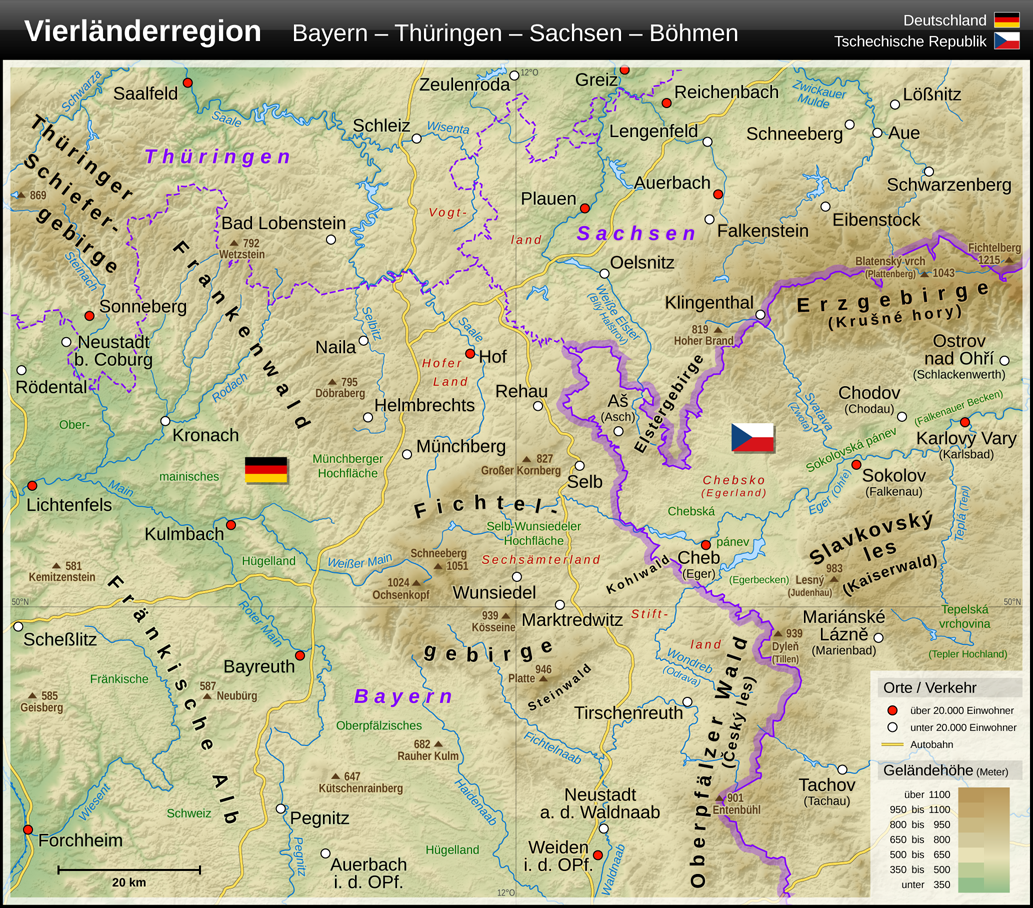

Das Falkenauer Becken, früher auch Falkenau-Elbogen-Karlsbader Becken (tschechisch Sokolovská pánev) bildet eine geomorphologische Einheit in Tschechien. Es befindet sich im Nordwesten Böhmens bei Falkenau an der Eger (tschechisch Sokolov) und hat eine Ausdehnung von 312 km². Das Becken erstreckt sich mit einer mittleren Breite von acht Kilometern entlang des südlichen Erzgebirgsfußes.

## Geographie
Im Norden erhebt sich das Erzgebirge, nach Nordosten schließt sich der Egergraben an. Nach Osten wird es vom Duppauer Gebirge und nach Süden vom Kaiserwald begrenzt. Westlich schließt sich an die Kulmer Schwelle das Egerbecken an. Höchster Punkt ist mit 573 Metern der Dvorský vrch (Casperberg) bei Děpoltovice im Chodauer Becken, ihm folgt der auf der Kulmer Schwelle gelegene Drsný vrch (Mariahilfberg) mit 570 Metern.
Das Falkenauer Becken wird in vier Untereinheiten gegliedert, die Kulmer Schwelle (Chlumský práh), das Chodauer Becken (Chodovská pánev), das Schlackenwerther Becken (Ostrovská pánev) und das Zwodauer Becken (Svatavská pánev).
Hauptgewässer ist die Eger, die das Becken von Südwesten nach Nordosten durchfließt. Vom Erzgebirge fließen u. a. die Zwodau, Rolava und Bystřice sowie aus dem Kaiserwald die Teplá zu.

## Wirtschaft
Das Falkenauer Becken bildet das industrielle Zentrum des Karlovarský kraj. In dem Gebiet lagern große Braunkohlevorkommen, die im Tagebaubetrieb abgebaut werden. Nach dem Nordböhmischen Becken ist das Falkenauer Becken das zweitgrößte Braunkohlenbergbaugebiet Tschechiens. Dies führte zur Zerstörung von größeren Teilen der natürlichen Landschaft und zum Abriss mehrerer Dörfer. Bei Tisová bestehen zwei Braunkohlengroßkraftwerke. Im Kraftwerk Vřesová arbeitet seit 2005 die größte Luftzerlegungsanlage Tschechiens. Weiterhin gibt es Kaolinvorkommen und Mineralquellen. Am südlichen Rande des Beckens befindet sich die Kurstadt Karlovy Vary.
Weitere Städte im Falkenauer Becken sind Chodov, Březová, Habartov, Hroznětín, Loket, Nová Role, Nové Sedlo, Ostrov und Sokolov.